# Форсхуфвуд, Стен
Стен Габриэль Бернард Форсхуфвуд (9 февраля 1903, Ramsele, Вестерноррланд — 25 июня 1985, Гётеборг, Гётеборг-Бохус) — шведский стоматолог, врач и токсиколог-любитель, который выдвинул и отстаивал противоречивую теорию о том, что Наполеон был убит в изгнании членом своего окружения. В 1961 году он написал об этом книгу на шведском языке «Кто убил Наполеона?», которая в следующем году была переведена на английский язык. Позже он опубликовал свою теорию на английском языке в книге «Убийство на острове Святой Елены: отравление Наполеона Бонапарта», изданной в 1983 году, написанную совместно с Беном Уайдером, соавтором (совместно с Дэвидом Хэпгудом) книги «Убийство Наполеона», опубликованной годом ранее, в которой также продвигались идеи Форсхуфвуда.

## Ранние годы
Форсхуфвуд родился в Рамселе, Швеция, и был сыном районного врача Оскара Бенгтссона и Евы Мелин. Он получил аттестат зрелости (швед. Studentexamen) в Уддевалле в 1921 году, сдал экзамен на стоматолога в 1924 году, а затем работал хирургом-стоматологом в университете Бордо в 1934 году. Вернувшись в Швецию, он продолжил свои исследования в области биологии в Лундском университете, где проводил исследования для докторской диссертация по медицине; он опубликовал её в 1941 году. Форсхуфвуд получил степень доктора стоматологии в 1949 году.

## Судебно-медицинская экспертиза смерти Наполеона

### Эксперименты
Форсхуфвуд с Беном Уайдером проверили пять волос Наполеона на наличие следов мышьяка. Они обнаружили колебания уровня мышьяка в пределах от нормы до её 38-кратно превышения. Это предположительно указывает, что в течение почти пяти лет до его смерти Наполеону давали мышьяк в разных концентрациях в разное время.

### Полемика
Выводы Форсхуфвуда были оспорены, так как волосы, которые он проверял, никогда не были точно датированы, и даже не было доказано, что это волосы Наполеона. Все образцы волос, которые Форсхуфвуд проверил в независимой лаборатории, были семейными реликвиями, которые передавались из поколения в поколение. К тому же все образцы были очень похожи. Эти образцы волос якобы были переданы соратникам Наполеона. Несколько образцов этих волосков не прошли через руки Форсхуфвуда и были отправлены сразу в испытательную лабораторию в Шотландии. Все анализы поддерживали теорию Форсхуфвуда.

### Выводы
Форсхуфвуд и Уайдер предположили, что их теория о том, что Наполеон был убит французом, служившим в штабе Наполеона во время его изгнания (их наиболее вероятным подозреваемым был Монтолон), была невыносима для французского народа, который теперь чтит Наполеона как одного из великих героев Франции. В результате они поняли, что их «доказательства отравления» всегда будут подвергаться сомнению и высмеиваться теми, кто служит Франции.

## Личная жизнь и смерть
В первый раз он женился в 1925 году на Карин Торселл. Второй брак состоялся в 1950 году с Улле-Бритте Бьёркман (род. 1925), дочерью купца Пикко Бьёркмана и Эльзы Карлштедт. У них были дети: Галл (родился в 1926 году), Рагнар (родился в 1931 году), Леннарт (родился в 1951 году), Роланд (родился в 1954 году) и Рикард (родился в 1957 году). Стен Форсхуфвуд умер 25 июня 1985 года в Гётеборге, Швеция, похоронен на кладбище Штампен в Гётеборге.